# Beelitz (Brandenburg)
Beelitz is een stad in de Duitse deelstaat Brandenburg, gelegen in de Landkreis Potsdam-Mittelmark. De stad telt 12.818 inwoners en heeft een oppervlakte van 180,07 km².

## Stadsindeling
De gemeente Beelitz bestaat uit de gelijknamige stad en twaalf andere stadsdelen:
- Beelitz-Heilstätten
- Buchholz
- Busendorf
- Elsholz
- Fichtenwalde
- Reesdorf
- Rieben
- Salzbrunn
- Schäpe
- Schlunkendorf
- Wittbrietzen
- Zauchwitz

## Ligging en infrastructuur
De gemeente ligt 35 à 40 km ten zuidwesten van Berlijn en 18 km ten zuidwesten van Potsdam in een bosrijke streek.

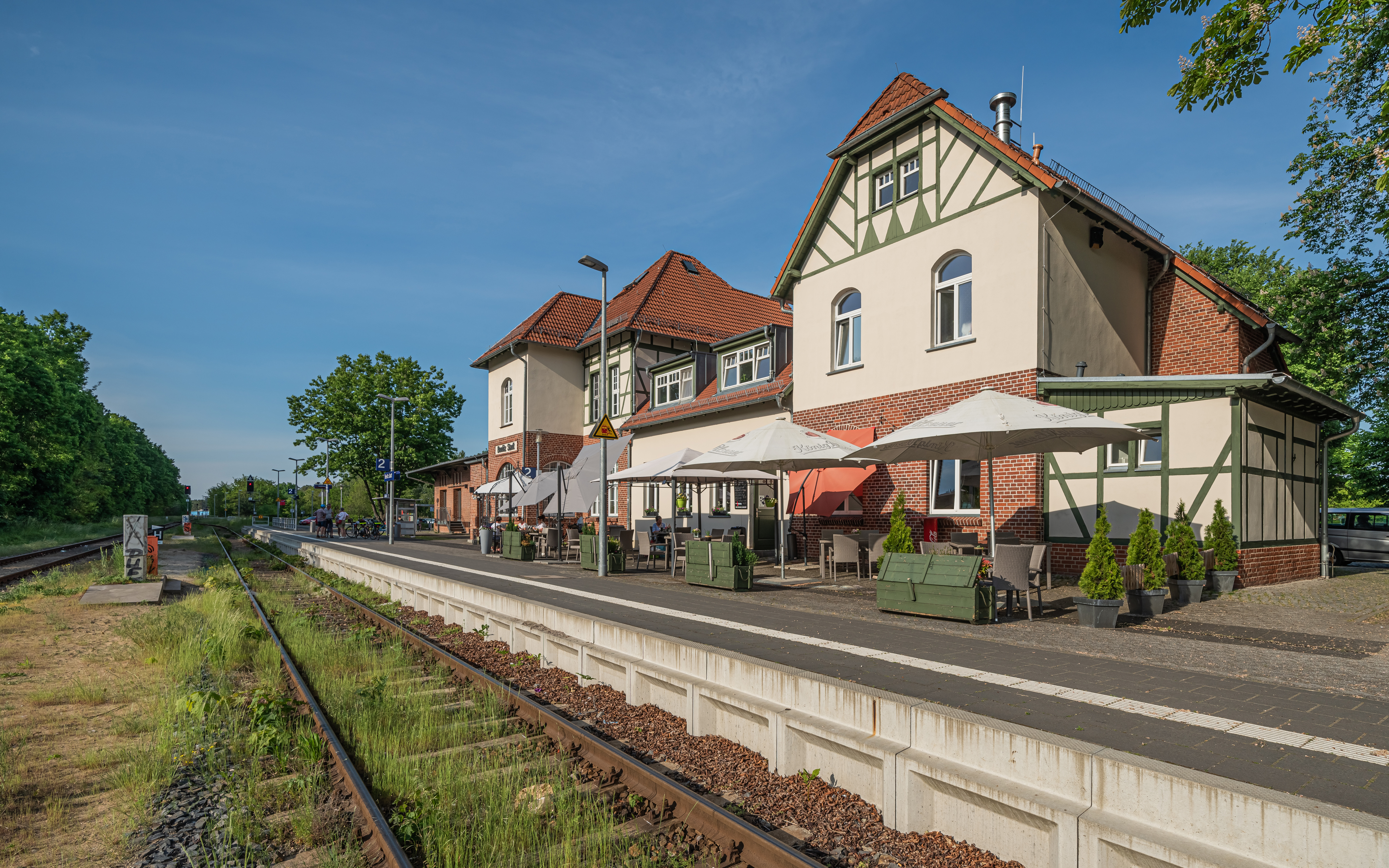
Station Beelitz Stadt
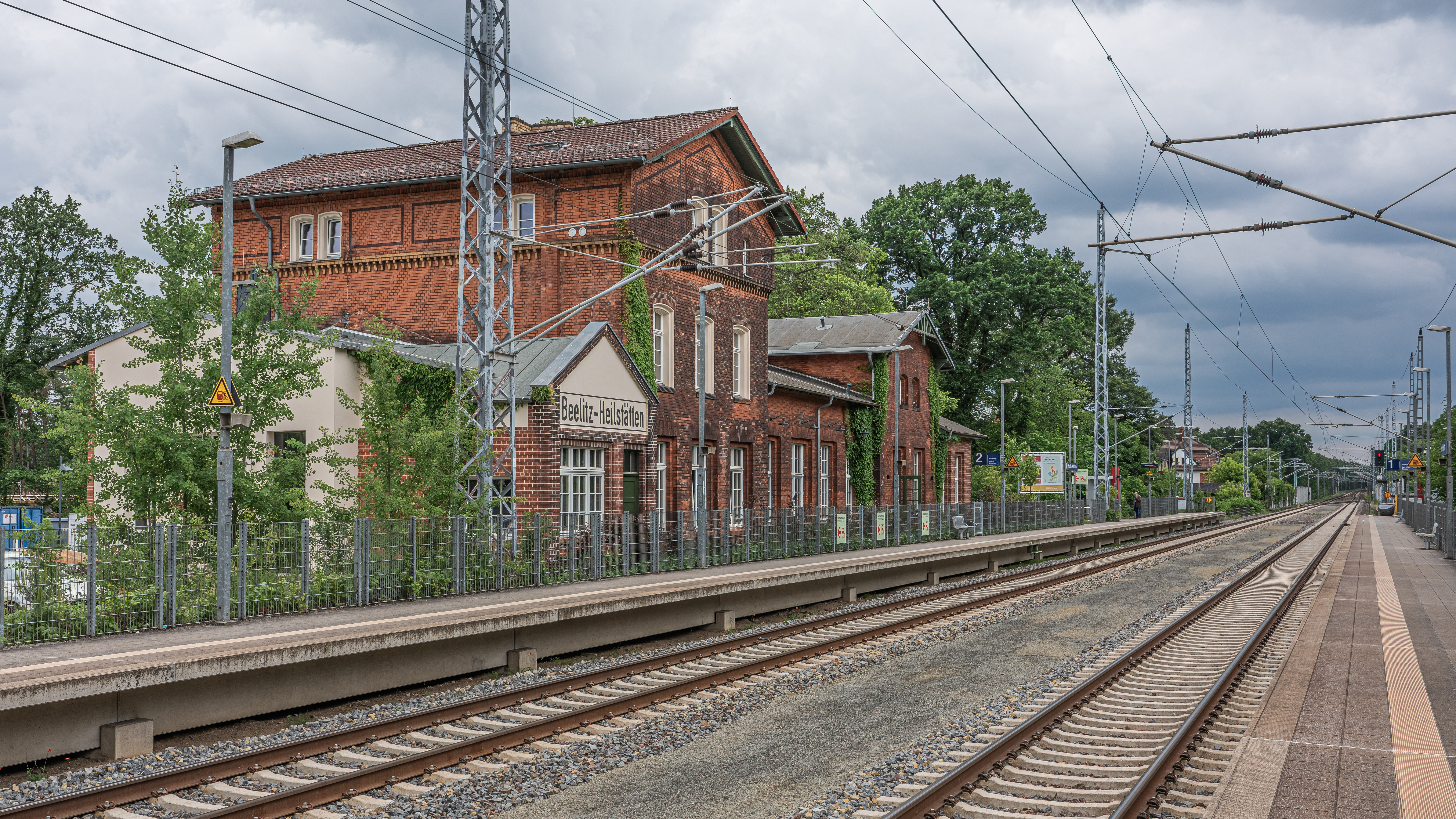
Station Beelitz-Heilstätten
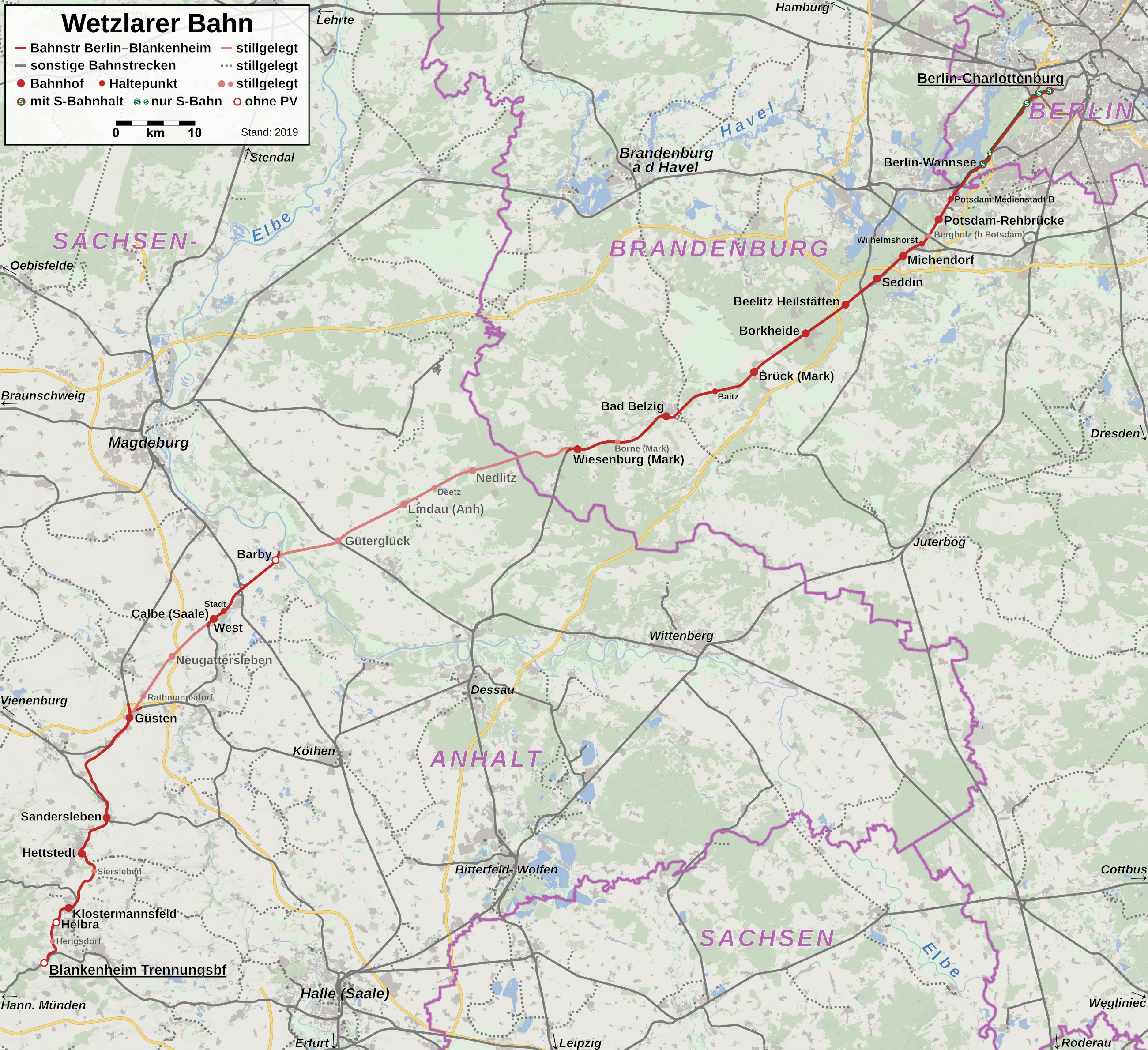
Kaart spoorlijn Berlijn - Blankenheim

Beelitz heeft stopplaatsen aan de volgende spoorlijnen:
- Spoorlijn Berlijn - Blankenheim, halte Beelitz-Heilstätten (het voormalige stationsgebouw hier werd tot horecabedrijf verbouwd), 38 km ten zuidwesten van Station Berlin-Charlottenburg
- Spoorlijn Nauen - Jüterbog, stations/haltes Beelitz Stadt, Elsholz en Buchholz (Zauche), respectievelijk 40, 36 en 31 km ten noorden van Jüterbog

Beelitz ligt op de kruising van de Bundesstraße 2 en de Bundesstraße 246. Niet ver van Beelitz bevinden zich de afritten 2 en 3 van de Autobahn A 9,  en de A 10 (afrit 17 Michendorf, enkele km ten noorden van Beelitz).

## Bezienswaardigheden
Het stadsdeel Beelitz-Heilstätten, ten westen van het stadje zelf, (met eigen spoorwegstation) is genoemd naar het gelijknamige, liefst 200 hectare grote, deels nog leegstaande en enigszins vervallen, voormalige ziekenhuis. Het gebouwencomplex werd omstreeks 1900 gebouwd en diende onder andere als betaalbaar sanatorium voor Berlijners. Tijdens de Eerste en Tweede Wereldoorlog fungeerde het als militair  hospitaal. Aan het eind van de Eerste Wereldoorlog was korporaal Adolf Hitler er patiënt en in 1991 Erich Honecker. Van 1945 tot 1994 was het complex één der grootste militaire ziekenhuizen van het Rode Leger buiten de Sovjet-Unie. Anno 2024 wordt het complex omgevormd tot een nieuwe stadswoonwijk en een hotel annex vakantieoord. Het gebouwencomplex is zo groot, dat het voor de verwarming over een eigen energiecentrale beschikt.
Beelitz is sinds het midden van de 19e eeuw bekend om de aspergeteelt en heeft dan ook een aspergemuseum, en de semi-officiële bijnaam Spargelstadt.

## Afbeeldingen

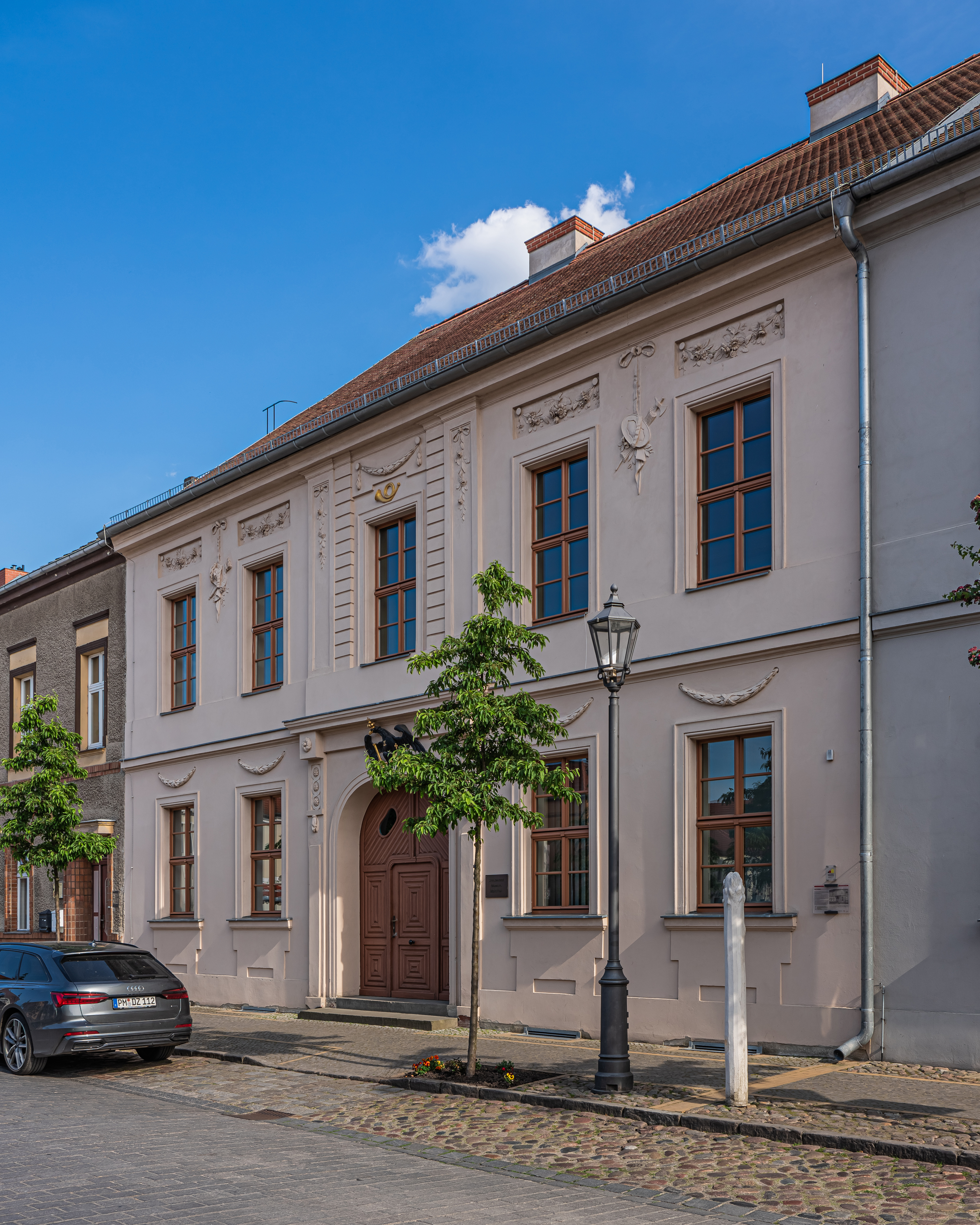
Voormalig postkantoor (1789), sinds 1999 een streekmuseum
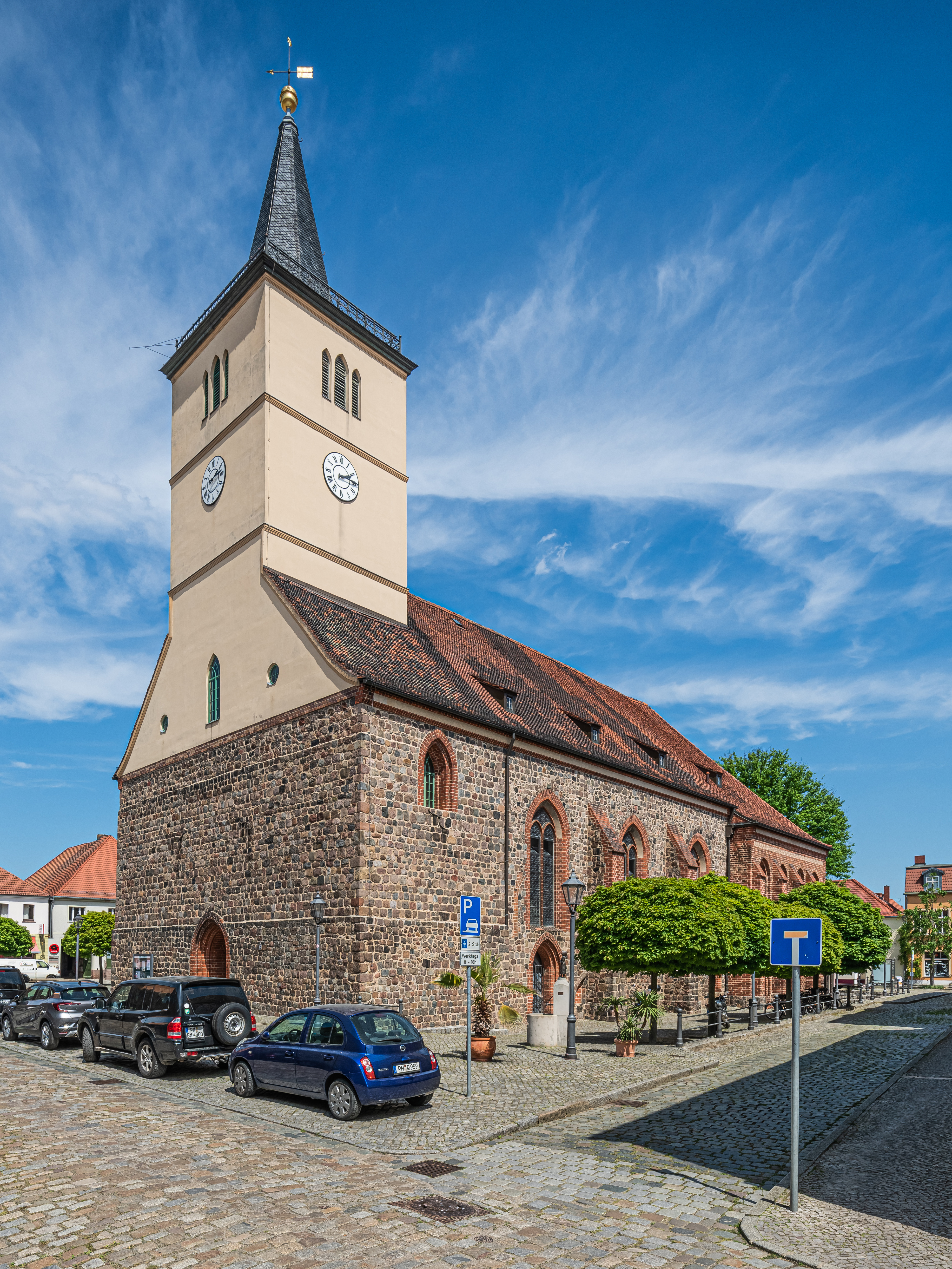
Kerk St. Maria en St. Nicolaas
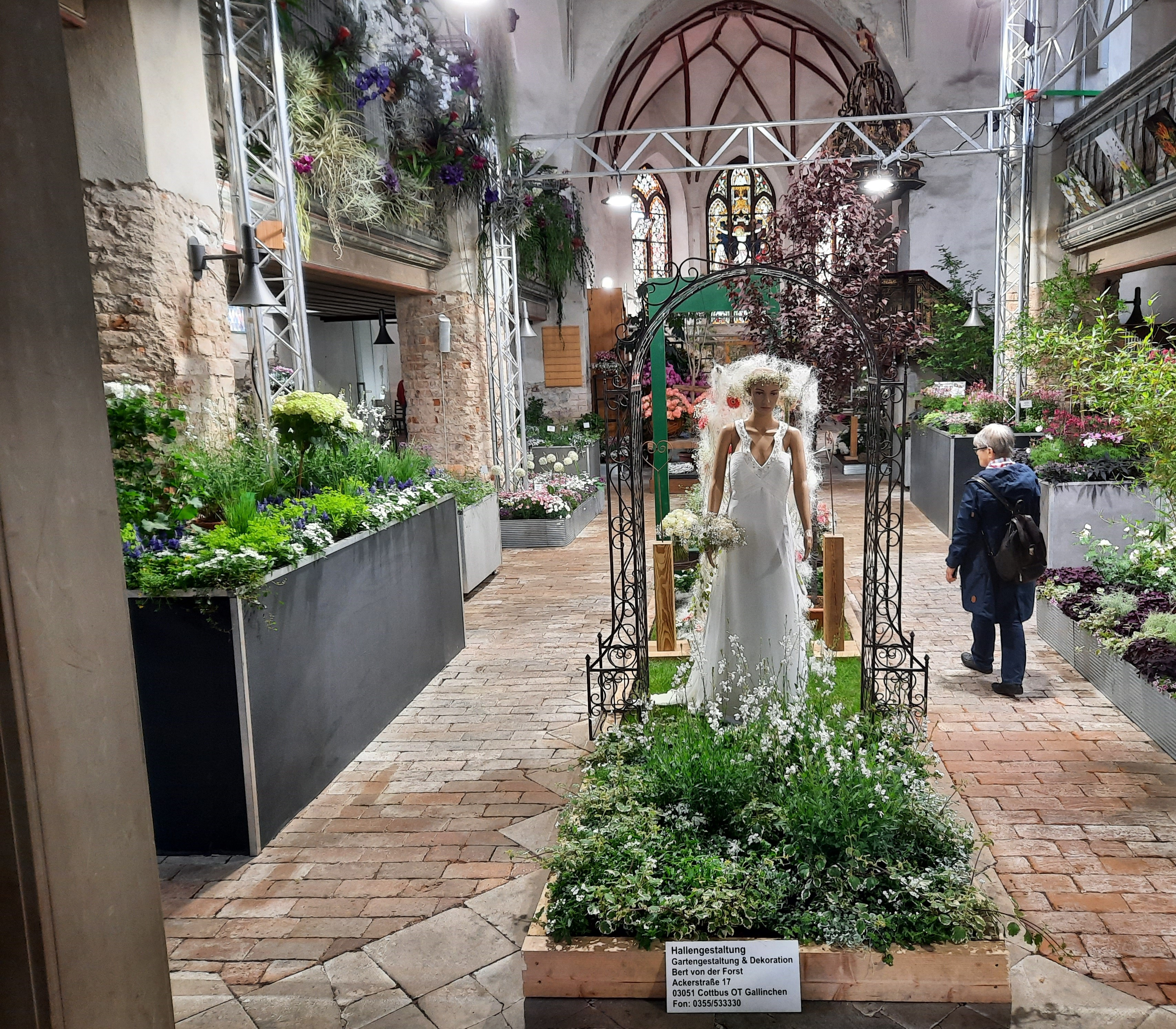
Interieur van deze kerk tijdens een bloemententoonstelling (LAGA 2022)
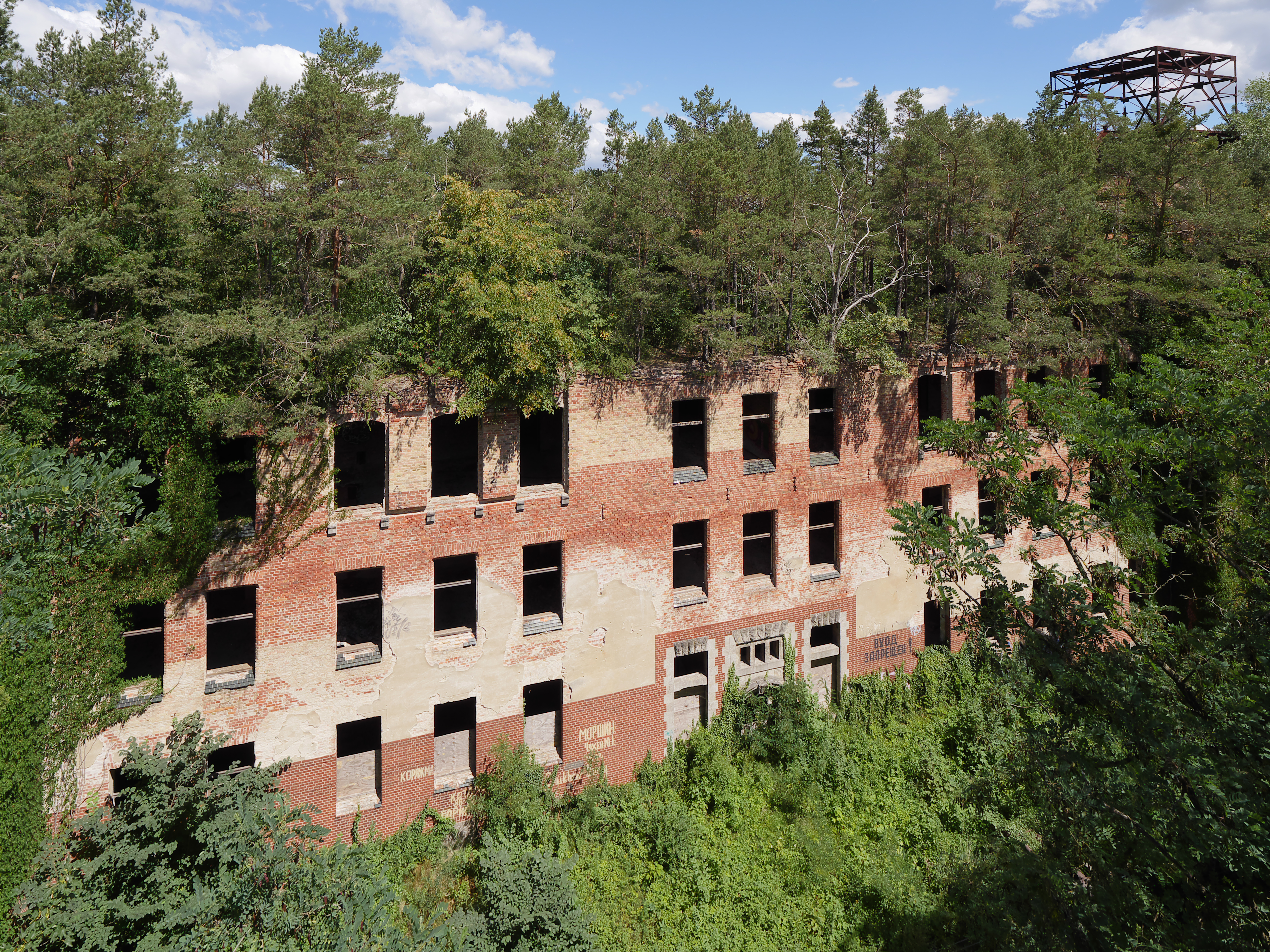
Vervallen gedeelte van de Heilstätten, foto uit 2018
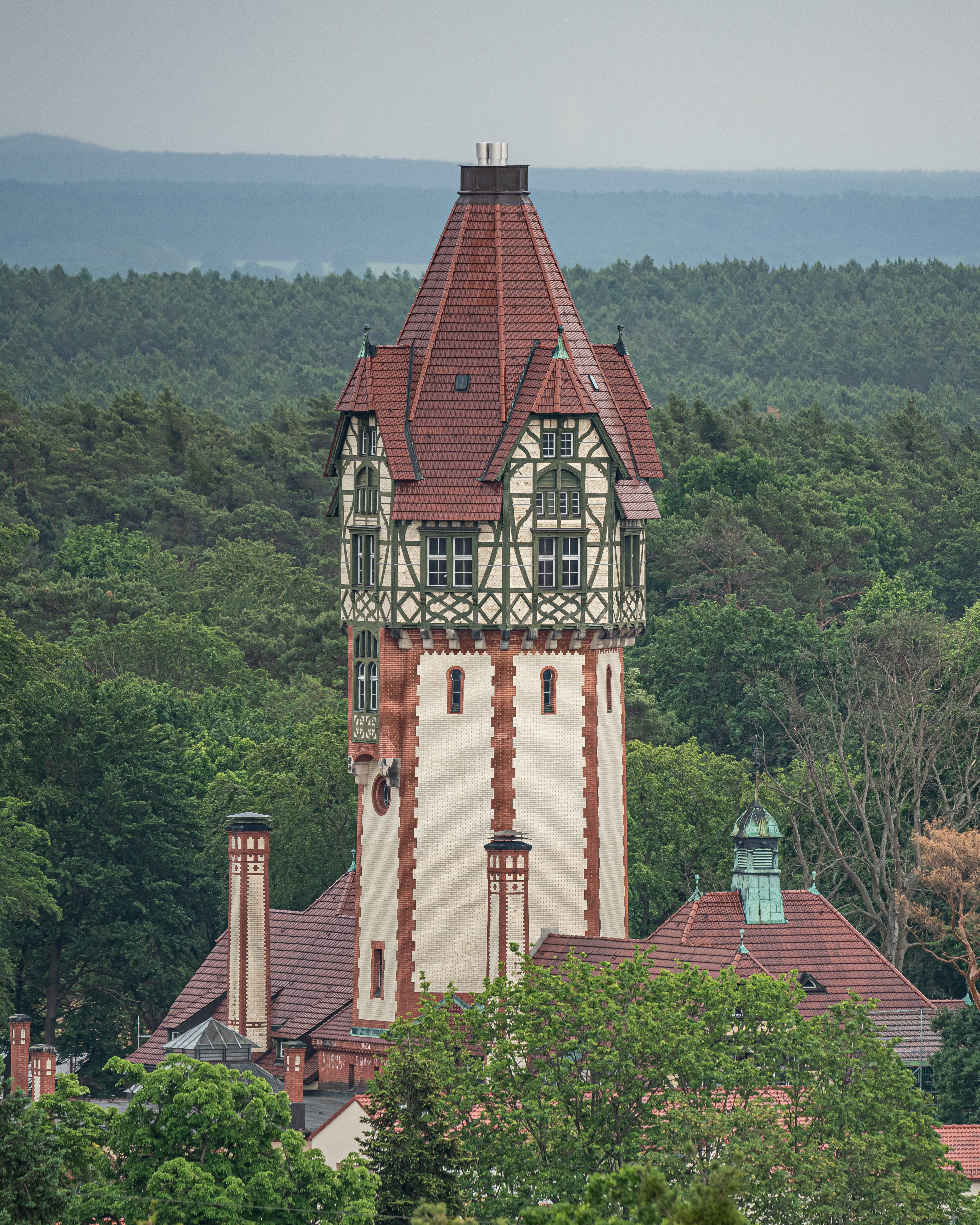
Toren van de energiecentrale van de Heilstätten (2022)